# Stemma del Belize
Lo stemma del Belize è il simbolo araldico ufficiale del paese, adottato nel 1981 e standardizzato nel 2019. 

## Descrizione
Esso consiste in uno scudo tripartito su cui sono raffigurati gli attrezzi di un boscaiolo nelle parti superiori e una nave in quella inferiore. Dietro allo scudo è raffigurata una pianta di mogano (a simboleggiare l'importanza del commercio di questo legno nel Paese nel XVIII e nel XIX secolo) e ai suoi lati si trovano due boscaioli di due diverse etnie. Sotto lo scudo un nastro riporta il motto del Paese: SUB UMBRA FLOREO (in latino Prospero sotto l'ombra).
Il tutto è circondato da un bordo verde ornato con 25 foglie.
Tale stemma è presente anche sulla bandiera del Belize.

## Stemmi storici

1819-1907, stemma dell'Honduras britannico
1907-1967, stemma dell'Honduras britannico
1967-1981, stemma dell'Honduras britannico, poi Belize
1981-2019, stemma del Belize